# فادي قفيشة

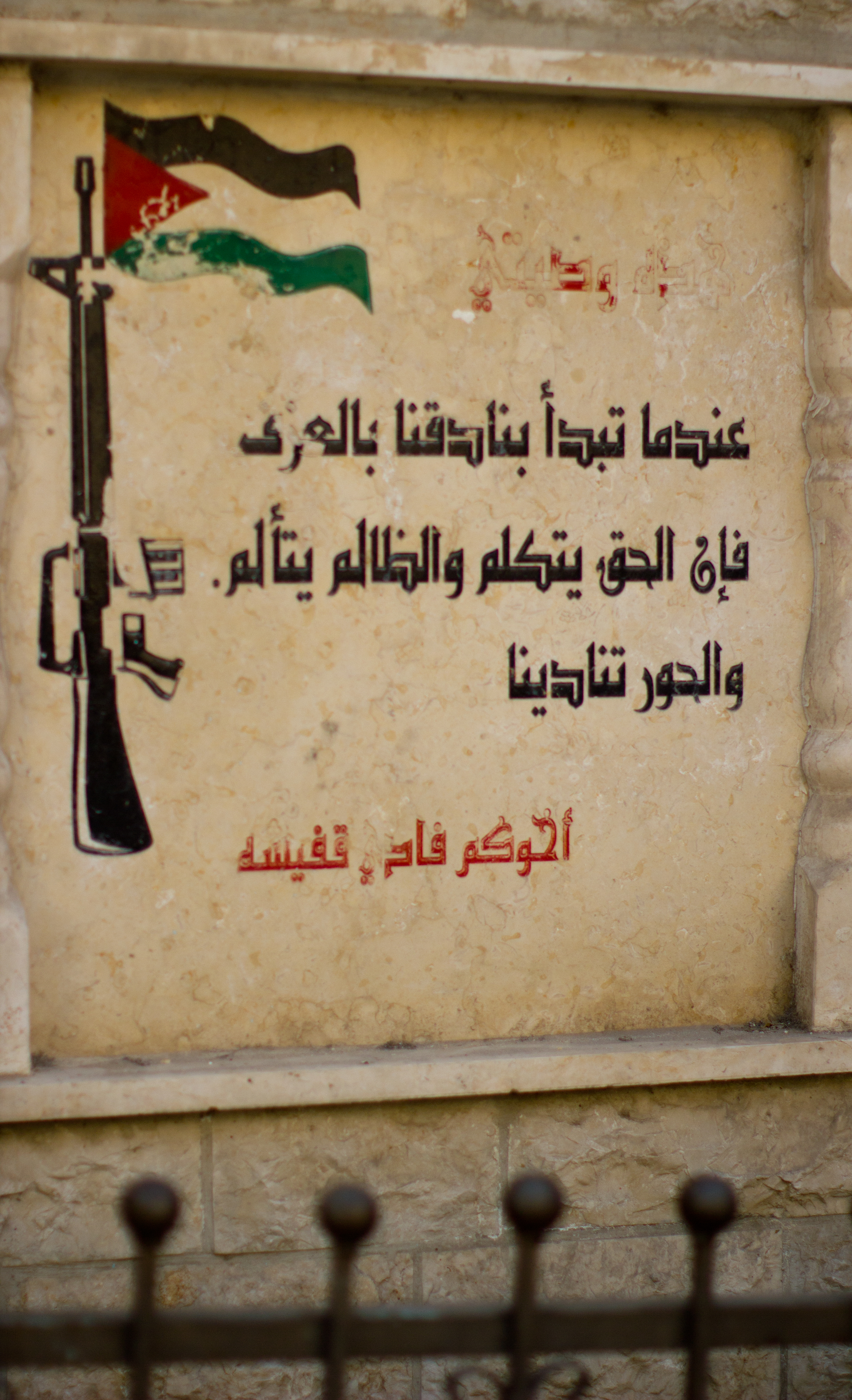
نصبه التذكاري في نابلس.

فادي عبد الحفيظ عبد اللطيف قفيشة (مواليد 22 مابو 1977 - توفي في 31 أغسطس 2006) كان رئيس منظمة التنظيم في نابلس. كان قفيشة مسؤولا عن تنظيم العديد من التفجيرات الانتحارية والهجمات الأخرى على الإسرائيليين وصنع العديد من الأحزمة الناسفة.
في عام 2004 أصيب قفيشة خلال مواجهات مع جنود الاحتلال الإسرائيلي وتم بتر ذراعه. وسيطه في لبنان الذي يعمل لحساب حزب الله قيس عبيد أرسله إلى ألمانيا لتركيب ذراع اصطناعي في ألمانيا. على ما يبدو واصل قفيشة قيادة كتائب شهداء الأقصى في نابلس مع هذا الذراع. أثناء محاولة أخرى للقبض على قفيشة فقد عينه. خلال الانتفاضة الفلسطينية الثانية بادر قفيشة في إعداد الهجمات على الإسرائيليين إلا أن نقاط التفتيش العسكرية المحيطة بنابلس منعت إتمام الهجمات وأحبطت أنشطة قفيشة. على الرغم من أن قفيشة قد طغى على المزيد من أصدقائه مثل زكريا الزبيدي وعندما قتل كانت الكتائب تخطط بالفعل لموجة من الهجمات ضد الأهداف العسكرية الإسرائيلية في الضفة الغربية.
في 17 يوليو 2006 أسفر هجوم بالقنابل في نابلس نظمه قفيشة عن مقتل جندي إسرائيلي وجرح ستة آخرين.
في 31 أغسطس 2006 قتل قفيشة خلال كمين عشوائي من قبل الكتيبة الإسرائيلية 93 هاروف في لواء كفير. كان قتل قفيشة غير متوقع حيث كان يختبئ معظم العقد الماضي ولم يكتشف الاحتلال بعد ذلك أنهم قتلوا الرجل الذي وصف بأنه أكثر المطلوبين في الضفة الغربية. وضع قفيشة خلف قادة كتائب الشهيد عز الدين القسام التابعة لحركة حماس ومحمد الضيف وأحمد الجعبري من قطاع غزة في قائمة المطلوبين للمخابرات الإسرائيلية.

## وصلات خارجية
- تقرير معاريف (بالعبرية)
- تقرير معاريف (بالعبرية)